# العلاقات السنغالية السيراليونية
العلاقات السنغالية السيراليونية هي العلاقات الثنائية التي تجمع بين السنغال وسيراليون.

## مقارنة بين البلدين
هذه مقارنة عامة ومرجعية للدولتين:
| وجه المقارنة                                              | السنغال                                              | سيراليون       |
| --------------------------------------------------------- | ---------------------------------------------------- | -------------- |
| المساحة (كم2)                                             | 196.72 ألف                                           | 71.74 ألف      |
| عدد السكان (نسمة)                                         | 15.85 مليون                                          | 7.56 مليون     |
| الكثافة السكانية (ن./كم²)                                 | 80.57                                                | 105.38         |
| العاصمة                                                   | داكار                                                | فريتاون        |
| اللغة الرسمية                                             | لغة فرنسية، اللغة الولوفية، باديارا ‏، اللغة البلنتية | لغة إنجليزية   |
| العملة                                                    | فرنك غرب أفريقي                                      | ليون سيراليوني |
| الناتج المحلي الإجمالي (بليون دولار)                      | 16.37 مليار                                          | 3.77 مليار     |
| الناتج المحلي الإجمالي (تعادل القوة الشرائية) بليون دولار | 36.62 مليار                                          | 10.13 مليار    |
| الناتج المحلي الإجمالي الاسمي للفرد دولار أمريكي          | 899                                                  | 653            |
| الناتج المحلي الإجمالي للفرد دولار أمريكي                 | 2.33 ألف                                             | 1.97 ألف       |
| مؤشر التنمية البشرية                                      | 0.466                                                | 0.413          |
| رمز المكالمات الدولي                                      | +221                                                 | +232           |
| رمز الإنترنت                                              | .sn                                                  | .sl            |
| المنطقة الزمنية                                           | 00                                                   | 00             |

## منظمات دولية مشتركة
يشترك البلدان في عضوية مجموعة من المنظمات الدولية، منها:
| علم المنظمة | اسم المنظمة                                                | تاريخ انضمام السنغال | تاريخ انضمام سيراليون |
| ----------- | ---------------------------------------------------------- | -------------------- | --------------------- |
|             | البنك الإفريقي للتنمية                                     | ?                    | ?                     |
|             | منظمة التعاون الإسلامي                                     | ?                    | ?                     |
|             | منظمة الشرطة الجنائية الدولية                              | ?                    | ?                     |
|             | الاتحاد البريدي العالمي                                    | ?                    | ?                     |
|             | الاتحاد الأفريقي                                           | ?                    | ?                     |
|             | العملية المشتركة للاتحاد الأفريقي والأمم المتحدة في دارفور | ?                    | ?                     |
|             | منظمة التجارة العالمية                                     | ?                    | ?                     |
|             | مؤسسة التنمية الدولية                                      | 31 أغسطس 1962        | 13 نوفمبر 1962        |
|             | مؤسسة التمويل الدولية                                      | 31 أغسطس 1962        | 10 سبتمبر 1962        |
|             | منظمة حظر الأسلحة الكيميائية                               | ?                    | ?                     |
|             | الأمم المتحدة                                              | 28 سبتمبر 1960       | 27 سبتمبر 1961        |
|             | الاتحاد الدولي للاتصالات                                   | 15 نوفمبر 1960       | 30 ديسمبر 1961        |
|             | البنك الدولي للإنشاء والتعمير                              | 31 أغسطس 1962        | 10 سبتمبر 1962        |
|             | مجموعة دول أفريقيا والكاريبي والمحيط الهادئ                | ?                    | ?                     |
|             | المركز الدولي لتسوية المنازعات الاستشارية                  | 21 مايو 1967         | 14 أكتوبر 1966        |
|             | وكالة ضمان الاستثمار متعدد الأطراف                         | 12 أبريل 1988        | 20 يونيو 1996         |
|             | يونسكو                                                     | 10 نوفمبر 1960       | 28 مارس 1962          |

## وصلات خارجية
- موقع وزارة الخارجية السنغالية